# Giao lộ Cheonan
Giao lộ Cheonan (Tiếng Hàn: 천안 분기점, 천안 분기점JC, Hanja: 天安分岐點), còn được gọi là Cheonan JC, là điểm giao nhau giữa Đường cao tốc Gyeongbu, Đường cao tốc Nonsan–Cheonan và Đường cao tốc Asan–Cheongju, nằm giữa Mokcheon-eup và Samryong-dong, Dongnam-gu, Cheonan-si, Chungcheongnam-do. Đoạn từ giao lộ này đến giao lộ Oksan là đoạn đi trùng của Đường cao tốc Gyeongbu và Đường cao tốc Dangjin–Cheongju.

## Lịch sử
- 23 tháng 12 năm 2002: Bắt đầu khai thác với việc mở Đường cao tốc Nonsan–Cheonan[1]
- 22 tháng 2 năm 2016: Cơ sở quy hoạch đô thị Cheonan-si thay đổi khu vực quảng trường giao thông để xây dựng mới kết nối Đường cao tốc Asan–Cheongju vào năm 2023[2]
- 20 tháng 9 năm 2023: Nút giao thông Asan ~ Giao lộ Cheonan của Đường cao tốc Dangjin–Cheongju được thông xe

## Kết nối các tuyến đường

### Hướng điBusan・Cheongju
- Đường cao tốc Gyeongbu (Số 38), Đường cao tốc Asan–Cheongju (Số chưa quyết định) (Đoạn đi trùng)

### Hướng điSeoul
- Đường cao tốc Gyeongbu (Số 38)

### Hướng điNonsan
- Đường cao tốc Nonsan–Cheonan (Số 37)

### Hướng điAnsan
- Đường cao tốc Dangjin–Cheongju (Số 8)

## Cấu trúc
Với cấu trúc hình chữ Y, đoạn đường nối từ Đường cao tốc Nonsan–Cheonan đến Đường cao tốc Gyeongbu được kết nối với Seoul ở bên ngoài và Busan ở bên trong. Khi Đường cao tốc Asan–Cheongju thông xe, nó sẽ chuyển từ hình chữ Y sang dạng tự do.